# Sagan om Karl-Bertil Jonssons julafton
Sagan om Karl-Bertil Jonssons julafton, eller oftare bara Karl-Bertil Jonssons julafton, är en svensk tecknad kortfilm från 1975 i regi av Per Åhlin. Den bygger på en berättelse av Tage Danielsson ur hans bok Sagor för barn över 18 år, utgiven på Wahlström & Widstrand 1964. Filmen har visats varje julafton sedan 1975 i Sveriges Television. Musiken är skriven av Gunnar Svensson och framförs av Arne Domnérus, Sture Åkerberg och Gunnar Svensson. 
Sagan med Per Åhlins teckningar finns utgiven även på Wahlström & Widstrand år 2000, på engelska och italienska på Trollboken AB 2018 och i en tysk version 2020.

## Handling
Fjortonårige Karl-Bertil är en stor beundrare av Robin Hood. Han tar på sig sin fars något för stora tomtekläder och delar ut rika människors julklappar till fattiga personer i slumkvarteren. Dessa gåvor är paket som han stulit under sitt feriearbete på postens paketavdelning, och vilkas adressaters inkomster han kontrollerat i taxeringskalendern. Hans far, som är varuhuschef, blir upprörd över sonens brottsliga tilltag, men det visar sig att de rika som berövats sina julpaket tycker att det är en fin handling och är mest glada över att slippa de onödiga julklapparna.

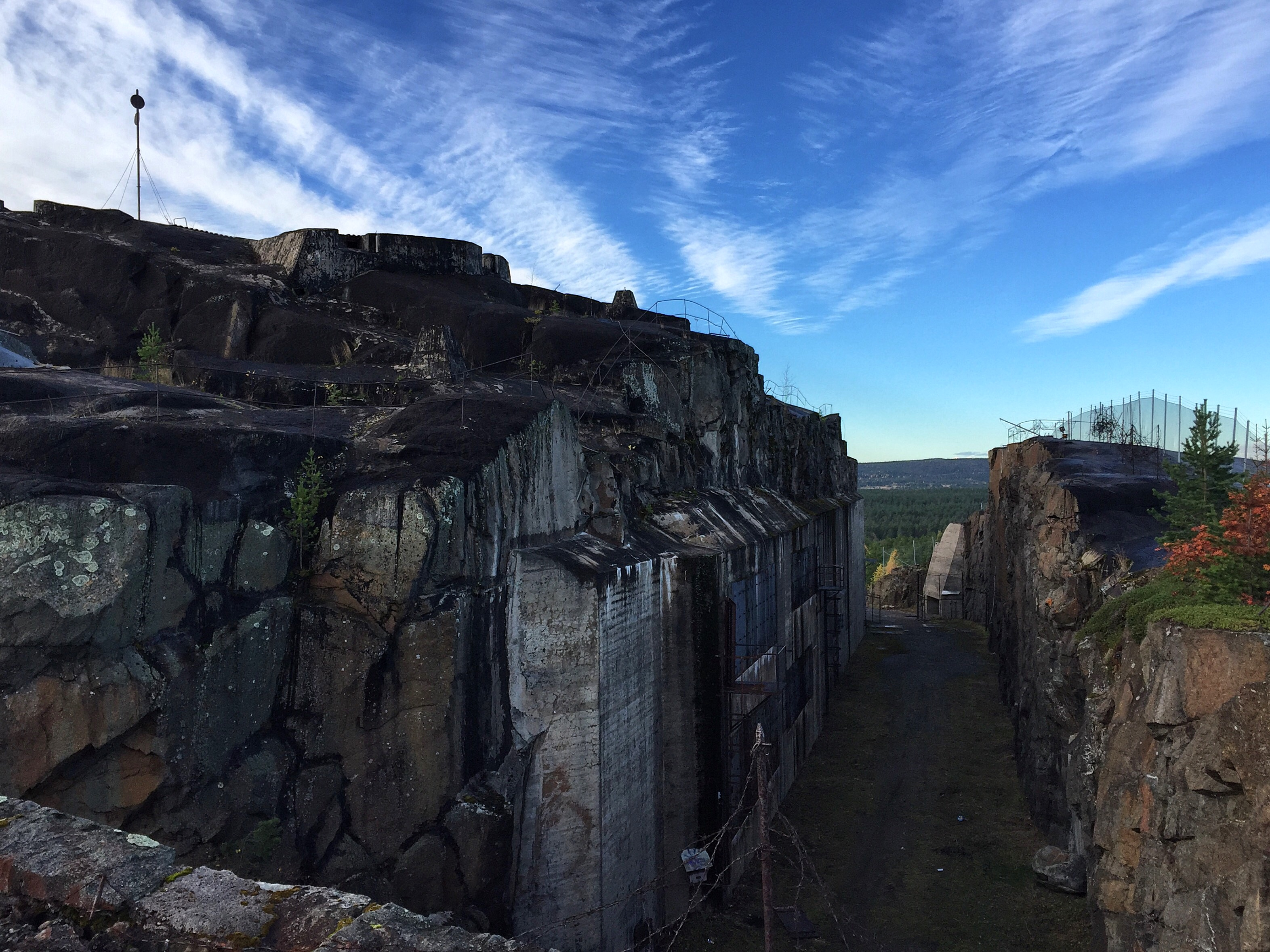
En av filmens förkomna julklappar sägs föreställa Bodens fästning.

## Rollfigurer
Varuhusdirektör Tyko Jonsson är Karl-Bertils far. Tyko är stor och tjock, har rödbrusig ansiktsfärg och är chef för ett varuhus. Han har god inkomst och finns med i taxeringskalendern på listan över de högavlönade personer av vilkas julklappar Karl-Bertil tar för att ge till de fattiga. För sina goda inkomster måste han arbeta hårt och hemma blir han uppassad av sin hustru. I sin uppfostringsstil är han hård men försöker även vara rättvis. När Karl-Bertils brott uppdagas låter Tyko honom inte komma undan men utsätter även sig själv för det pinsamma som ligger i att besöka alla stöldoffren och låta sonen tala om den hemska sanningen för dem. På det viset får han också uppleva sonens rehabilitering när ingen av de bestulna är ledsen över det inträffade utan snarast glad för att ha sluppit allehanda överflödiga julklappar. I den engelska versionen av filmen från 1987 har Tyko Jonsson fått namnet Charles Jonsson.
Karl-Bertils ömma moder är en typisk hemmafru. På julafton bjuder hon Karl-Bertil frukost på sängen och tycker synd om honom när han berättar att han måste "jobba" på julafton. Efter julmiddagen hindrar hon sin make från att skjutsa sonen med bil till jobbet med frasen "Kommer inte på fråga, Tyko! Du har ju druckit glögg". Hon brister ut i gråt då maken skäller ut Karl-Bertil efter att han har avslöjat att han systematiskt stulit julklappar från rika och gett dem till fattiga personer.
Byrådirektör H.K. Bergdahl har mahognyport och husa. Han har av Karl-Bertil berövats en tändstickstavla föreställande Bodens fästning. Då Karl-Bertil och hans far besöker honom, spelandes biljard med sin mor och berättar vad Karl-Bertil har gjort utbrister han i frasen "Det var förbanne mig det finaste jag hört sedan jag konfirmerades! -Vill du ha ett fikon?" Han kallas H.K. Bergdahl både i faderns taxeringskalender och av berättaren men det står H.H.K. Bergdahl på hans port. Förr förekom H före personnamn som förkortning av "Herr". Andra roller som nämns i filmen är gatflickan Beda Larsson, medellöse Harald Ljungström, ensamma änkan Lisbeth Blomkvist, samt byrådirektör Bergdahls hustru, mor och husa.

## Produktion
| Tage Danielsson (foto från 1954/1955) och Per Åhlin (foto från 1967) stod för text respektive bild och regi. |  | Tage Danielsson (foto från 1954/1955) och Per Åhlin (foto från 1967) stod för text respektive bild och regi. |
| Tage Danielsson (foto från 1954/1955) och Per Åhlin (foto från 1967) stod för text respektive bild och regi. |  | |

### Bakgrund och tillkomst
1964 utkom boken Sagor för barn över 18 år av Tage Danielsson. I bokens andra utgåva tillkom berättelsen om Sagan om Karl-Bertil Jonssons julafton som Danielsson tidigare skrivit direkt för förlaget Wahlström & Widstrand som förlaget skicka ut som en julhälsning till sina anställda. Sagan illustrerades av Per Åhlin.
1975 kom idén att låta Tage Danielsson göra en julsaga som kunde sändas i TV från Sveriges Radio-TV:s sida. Danielsson fick uppdraget i februari 1975. Det var inledningsvis tanken att det skulle bli en spelfilm av sagan men Danielsson tvekade eftersom det skulle vara svårt att gestalta en obestämd tidsperiod och dessutom bli för dyrt. Danielsson kontaktade då tecknaren Per Åhlin som han tidigare arbetat med för att göra berättelsen till en tecknad film som skulle sändas på julen 1975.  Åhlin inspirerades bland annat av Winsor McCays tecknade serie Lilla Nemo.
Produktionstiden blev kort: nio månader. Totalt arbetade 13 personer på filmen: tio färgläggare och 3 animatörer. Till bakgrund användes pappersmodeller som sedan fotograferades i olika vinklar och med olika ljussättningar. För att spara tid ritade man de tecknade figurernas konturer med spritpenna istället för vanlig tusch, men när animationscellerna skulle fotograferas hade spritfärgen lösts upp och cellerna fastnat i varandra. Detta gjorde att arbetet försenades och när filmen hade premiär på julafton 1975 var det en slarvigt tecknad version som visades. Efter julen gjordes en förbättrad version som har visats därefter.

### Röster
- Tage Danielsson - Berättare
- Per Andrén - Karl-Bertil Jonsson
- Toivo Pawlo - Tyko Jonsson, Karl-Bertils stränge fader
- Marianne Stjernqvist - Karl-Bertils ömma moder
- Åke Fridell - Byrådirektör H.K. Bergdahl
- Catrin Westerlund - Fru Bergdahl

### Filmmusik
- Gunnar Svensson (kompositör, musiker)
- Arne Domnérus (musiker)
- Sture Åkerberg (musiker)

### Tidsepok och bakgrund till inslag

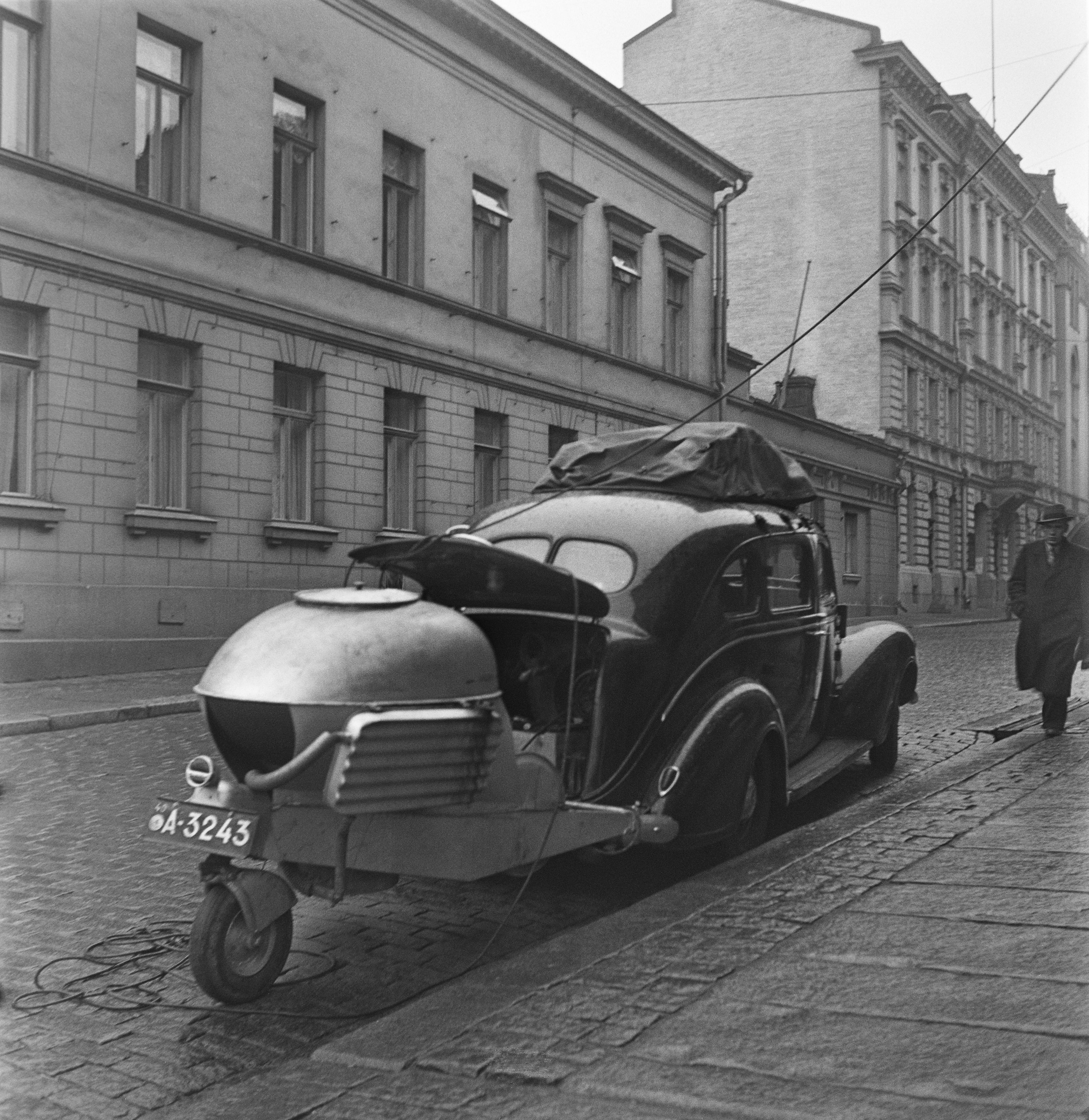
I filmen har bilarna gengasaggregat.

Filmen innehåller ett antal anakronismer vad gäller när historien tidsmässigt utspelar sig. Några detaljer tyder på att det är under andra världskriget, exempelvis bilden på En svensk tiger, gengasaggregaten på bilarna och nazistflaggorna i flaggspelet på en taxibil.  Taxeringskalendern som Karl-Bertil använder för att kontrollera folks årsinkomst är från 1942. Det nämns även att Karl-Bertil studerar i läroverket, en benämning som avskaffades i och med enhetsskolans och senare grundskolans införande under efterkrigstiden.
Andra detaljer indikerar att historien kanske utspelas senare. Radiotjänst inledde sina reguljära TV-sändningar i september 1956, Jean-Paul Sartres självbiografi utkom 1964, och Bosse Larssons Nygammalt premiärsändes först 1971.
Till det yttre påminner den tecknade Karl-Bertil om en ung Tage Danielsson, men enligt tecknaren Per Åhlin är alla figurer påhittade. Tage har heller inte alls samma slags familjebakgrund som Karl-Bertil. Åhlin har dessutom sagt att de tecknade figurerna liknar honom och hans kompisar på 1930–1940-talet.
Den svartvita filmen som Tyko Jonsson sitter och tittar på är Lilla helgonet (1944), där Åke Söderblom, Thor Modéen och Marguerite Viby uppträder.
Julsången som Karl-Bertil sjunger, "Nu så kommer julen", är från en dikt av Zacharias Topelius, i en tonsättning av Ellen Heijkorn, publicerad 1920.

## Kritik
En svensk debatt om sagans moraliska karaktär har utlösts för några år sedan när  SVT började sända julsagan årligen, med kritiker som hävdade att den är för politisk och att stjäla inte är i nivå med den traditionella julstämningen, och andra försvarar det. Danielsson var själv besvärad över att det gjordes en alltför allvarlig analys av sagan.

## Distribution

### Versioner och visningar
Filmen Karl-Bertil Jonssons julafton har visats varje julafton sedan 1975 i Sveriges Television. Filmen visas även i norsk TV varje år och den visas då och då i dansk TV samt i FST på Finska TV. Filmen finns också i två engelska versioner. I den ena är det Danielsson själv som läser alla roller, i den andra är det Bernard Cribbins som läser alla roller. I de engelska filmerna kallas Karl-Bertil för Christopher. På den engelska DVD-utgåvan från 2004 saknas scenen med gatflickan Beda Larsson som trycker den randiga sidenslips hon fått i julklapp mot sin barm.

### DVD-utgåvor
Filmen släpptes på DVD i Storbritannien 2004 och i Sverige 23 november 2011.

## Påverkan och i kulturen
Filmen är en av titlarna i boken Tusen svenska klassiker som gavs ut 2009.
I december 2002 fanns Karl-Bertil på svenska postens julfrimärken. Samma år var det strykande åtgång på de originalfilmceller ur filmen som såldes på Seriegalleriet i Stockholm för mellan 1 800 och 2 800 kronor styck.[källa behövs]
Operasagan Snäll rebell, från 2004, av Daniel Buckard och Samuel Jarrick bygger på den här sagan.[källa behövs]
År 2018 och 2019 spelades Karl-Bertil Jonssons julafton som musikal på Scalateatern i Stockholm, med nyskrivna sångnummer av Henrik Dorsin, och regi och koreografi av Anna Vnuk. 
År 2021 släpptes filmen Sagan om Karl-Bertil Jonssons julafton (film, 2021) av Hannes Holm där bland andra Jonas Karlsson (skådespelare), Lotta Ramel och Vanna Rosenberg medverkar i roller.